# Planet Coaster
Planet Coaster ist ein Aufbauspiel des britischen Spieleentwicklers Frontier Developments, in dem ein Vergnügungspark gebaut und verwaltet werden kann. Es wurde am 17. November 2016 weltweit für Windows veröffentlicht. Im November 2020 erschien das Spiel auch für Xbox One, Xbox Series und PlayStation 4 sowie für MacOS.

## Spielprinzip
Planet Coaster verfügt über drei verschiedene Spielmodi: Karriere, Sandbox und Herausforderung.
Im Karrieremodus bekommt der Spieler bestimmte Aufgaben, die er erfüllen muss.
Der Sandbox-Modus hingegen verfügt über keinerlei Restriktionen und lässt der Kreativität des Spielers freien Lauf.
Im Herausforderungsmodus hat der Spieler vor allem mit den finanziellen Aspekten beim Aufbau seines Freizeitparks zu kämpfen.
Die Integration des Steam-Workshops ermöglicht es, sowohl selbsterstellte Gebäude und Achterbahnen als Vorlagen zu veröffentlichen, als auch selbige von anderen Spielern in den eigenen Park zu integrieren. Auch ganze Parks können so geteilt und sogar zusammen mit anderen Spielern aufgebaut werden.
Das am 20. November 2018 veröffentlichte Thememaker's Toolkit soll es dem Spieler ermöglichen, selbsterstellte 3D-Modelle ins Spiel zu importieren oder anderen Spielern im Steam-Workshop zum Download anzubieten. Als Software zum Modellieren der Objekte werden derzeit die Programme 3ds Max, Blender und Maya unterstützt.

## Entwicklung
Das Spiel wurde erstmals im Januar 2015 als Coaster Park Tycoon angekündigt. Frontier entschloss sich jedoch gegen „Tycoon“ in ihrem Spielnamen, da der Begriff ihrer Meinung nach nicht mehr für die hohe Qualität eines Spiels steht. Daher wurde das Spiel am 16. Juni 2015 auf der E3 erstmals als Planet Coaster vorgestellt.
Planet Coaster basiert auf einer fortgeschrittenen Version der Cobra-Engine, die bereits in Spielen wie RollerCoaster Tycoon 3 und Elite: Dangerous zum Einsatz kam. Die Spiel-Engine wird von Frontier selbst entwickelt.

### Alpha
Die Alpha von Planet Coaster bestand aus drei Phasen mit jeweils unterschiedlichen Inhalten. Die erste Alpha startete am 22. März 2016 und war vor allem auf das modulare Bau- und Wegesystem spezialisiert. Der Achterbahn-Baumodus war noch kein offizieller Bestandteil der ersten Alpha, konnte jedoch mit einem Cheatcode aktiviert werden.
Die zweite Alpha-Version, die am 24. Mai 2016 veröffentlicht wurde, beinhaltete viele Verbesserungen für bereits existierende Features aus der ersten Alpha, wie beispielsweise eine Überarbeitung des Pfadsystems. Zusätzlich wurden Terraforming-Tools implementiert und der Baumodus für Achterbahnen freigeschaltet.
Die letzte Phase der Alpha startete am 23. August und verlagerte das Spiel vom hauseigenen Launcher auf die Internet-Vertriebsplattform Steam. Damit einher ging die Integration des Steam-Workshops, wodurch im Spiel erstellte Gebäude, Achterbahnen und ganze Parks mit anderen Spielern geteilt und in deren Parks verwendet werden können. Außerdem wurden viele Simulationsaspekte wie beispielsweise die finanzielle Verwaltung des eigenen Parks hinzugefügt.

### Beta
Eine Woche vor dem Release am 17. November erreichte Planet Coaster die Beta-Phase. Diese Version beinhaltete bereits die meisten Inhalte der finalen Fassung, unter anderem beispielsweise die von Spielern lang ersehnten Holzachterbahnen und eine Wildwasserbahn. Des Weiteren wurde die Größe der bebaubaren Spielwelt um den Faktor 2,5 erhöht. Das Hauptaugenmerk lag vor allem auf dem Verbessern des Balancing bei Simulationsaspekten. Zusätzlich war diese Phase ein Bonus für Vorbesteller, die so bereits eine Woche früher spielen konnten.

### Release-Version
Planet Coaster wurde am 17. November 2016 weltweit veröffentlicht.
Knapp einen Monat später wurden am 15. Dezember im sog. Winter Update, einer kostenlosen Erweiterung des Spiels, weitere Shops, Fahrgeschäfte und viele Dekoelemente zum Thema Winter hinzugefügt.
Am 12. April 2017 wurde das kostenlose Spring Update veröffentlicht. Es wurden neue Fahrgeschäfte, wie die Go-Kart Bahn und das neue Managementsystem für Kriminalität implementiert. Zudem ist es nun möglich, bis zu fünf Achterbahnen zu synchronisieren, um beispielsweise Duelling-Coaster zu erstellen.
Ein Jahr nach offizieller Veröffentlichung erschien am 22. November 2017 das Anniversary Update. Neben einigen Fehlerbehebungen brachte dieses Update einen Szenario Editor, mit dem es möglich ist eigene Szenarien zu erstellen und mit anderen Spielern zu teilen. Außerdem brachte das Update neue Dekogegenstände, wie Picknickbänke und neue Fahrgeschäfte und Achterbahnen.

### Kostenpflichtige Inhalte
Neben diversen kostenlosen Updates, die neue Spielmechaniken und Verbesserungen ins Spiel brachten, hat Frontier auch eine Reihe kostenpflichtiger Erweiterungen, sogenannte DLCs, veröffentlicht. Die ersten Erweiterungen waren Lizenzpakete zu Knight Rider, Zurück in die Zukunft und die Munsters, wodurch Attraktionen in an die Filme angelehnter Optik darstellbar wurden. Mit dem Gruselpaket wurde im September 2017 das erste von aktuell sieben (Stand: April 2019) großen Zusatzpaketen veröffentlicht. Diese Erweiterungen bringen neue Fahrgeschäfte und Achterbahnen in das Spiel, wobei meist ein thematischer Bereich gewählt wurde, zu dem passende Dekorations- und Bauelemente ergänzt wurden.
Liste aller bisher erschienener Erweiterungen:
- Lizenzpakete zu Knight Rider, Zurück in die Zukunft und The Munsters
- Gruselpaket
- Abenteuerpaket
- Studiopaket
- Vintage-Paket
- Weltausstellungspaket
- Sammlung „Fantastische Fahrgeschäfte“
- Sammlung „Klassische Fahrgeschäfte“
- DLC Ghostbusters

## Rezeption
Von der Fangemeinde wird Planet Coaster seit der ersten Alpha-Version als großer Konkurrent zu Ataris RollerCoaster Tycoon World gesehen. Am 10. November gaben die Entwickler von RollerCoaster Tycoon World bekannt, ihr Spiel am 16. November, einen Tag vor dem Release von Planet Coaster, endgültig zu veröffentlichen. Dies wurde von vielen als Affront gegen Frontier gesehen, da der Veröffentlichungstermin von Planet Coaster bereits seit Monaten bekannt war.
Planet Coaster wurde von den Spielern sehr positiv aufgenommen und konnte eine Wertung von 94 % positiv bei über 6000 Reviews auf Steam erreichen (Stand: 1. Dezember 2016).
Weitere Wertungen:
- PC Games 85 %[12]

„Ein Park-Editor zum Verlieben - trotz Makeln!“
- GameStar 77 %[13]

„Wahnsinnig hübscher Freizeitpark, dem aber gute Management-Optionen und komplexes Gameplay fehlen.“
- 4Players 81 %[14]

„Planet Coaster ist ein Traum für Schönbauer und Achterbahn-Gestalter mit wuseliger Cartoon-Optik. Die Wirtschaftselemente kommen jedoch zu kurz.“